# 馮明珠
馮明珠（繁体字：馮明珠、簡体字：冯明珠、1950年7月22日 -）は、中国・台湾の歴史家。国立故宮博物院元院長。専門は清朝とチベットの歴史。

## 経歴
1950年、イギリス領香港生まれ。1978年、国立台湾大学歴史研究所で修士。卒業後、国立故宮博物院（台北）に勤め、2008年5月から副院長。2012年9月から院長に就任。
2016年の院長退任後、中華人民共和国政府の招聘で故宮研究院（北京）の顧問に就任し物議を醸した。